# Cryptolabis (Procryptolabis) barilochensis
Cryptolabis (Procryptolabis) barilochensis is een tweevleugelige uit de familie steltmuggen (Limoniidae). De soort komt voor in het Neotropisch gebied.